# Цветан Недялков
Цветан Недялков е български музикант, китарист на „Ку-Ку бенд“.

## Биография
Цветан Недялков е роден на 19 април 1969 г. в град София. От 11-годишен започва да свири на барабани. Завършва с отличие Софийската музикална гимназия, след което е приет в Държавната музикална академия „Панчо Владигеров“. Започва висшето си образование с класическа китара и го приключва с джаз- и поп музика.
Започва да свири в група Акага, преди през 1993 г. да се присъедини към Ку-Ку бенд.

## Награди
- Награда в Конкурса „Млад Музикант“ в град Чирпан[4]
- Награда на фестивала на класическата китара в град Гоце Делчев[4]
- Награда на фестивала в Чехословакия „Кутна хора“[4]